# Gobemouche à gorge rayée
Eumyias additus
Espèce
Synonymes
- Rhinomyias addita (Hartert, 1900)
- Rhinomyias additus

Statut de conservation UICN

 NT  : Quasi menacé
Le Gobemouche à gorge rayée (Eumyias additus, anciennement Rhinomyias additus) est une espèce de passereaux de la famille des Muscicapidae.

## Répartition
Il est endémique à l'île de Buru en Indonésie où il habitait les forêts tropicales à des altitudes comprises entre 500 et 1 500 mètres d'altitude. En raison de son habitat très limité, de l'exploitation des forêts et de l'expansion des activités humaines sur l'île, l'espèce a été considérée comme vulnérable en 1994 par l'UICN. Cette classification a été adoucie en « presque menacé » (NT) en 2000 et 2004. Les raisons de ce changement ont été l'ajustement à l'environnement humain, car les oiseaux ont été trouvés dans les zones défrichées de la forêt, ainsi que l'état relativement stable de la forêt de montagne sur Buru.

## Taxinomie
S'appuyant sur diverses études phylogéniques, le Congrès ornithologique international (classification version 4.1, 2014) déplace cette espèce, alors dans le genre Rhinomyias, dans le genre Eumyias.